# Allognosta rufithorax
Allognosta rufithorax är en tvåvingeart som beskrevs av Frey 1960. Allognosta rufithorax ingår i släktet Allognosta och familjen vapenflugor. Inga underarter finns listade i Catalogue of Life.